# Тангансикуаро (муниципалитет)
Тангансикуаро (исп. Tangancícuaro) — муниципалитет в Мексике, входит в штат Мичоакан. Население — 30 052 человека.